# Archosauria
De Archosauria waren de heersende reptielen die een groot deel van het Mesozoïcum (Trias, Jura, Krijt) beheerst hebben. Zij behoorden tot de groep van de Archosauriformes, een onderverdeling van de Archosauromorpha.
De naam werd voor het eerst gebruikt door Edward Drinker Cope in 1869. Hij duidde er een enorm gevarieerde groep mee aan, waaronder zelfs deelgroepen van de Synapsida. Om deze reden raakte de naam op het eind van de 19e eeuw in onbruik, maar werd rond 1914 nieuw leven ingeblazen door Friedrich von Huene en ruwweg beperkt tot de Archosauriformes.
Een klade Archosauria werd voor het eerst gedefinieerd in 1986 door Jacques Gauthier als de groep bestaande uit de laatste gemeenschappelijke voorouder van de vogels en krokodilachtigen. Dit begrip had een beperktere inhoud, als een op de nog levende leden verankerde kroongroep. Paul Sereno gaf in 1991 een in vorm nieuwe definitie met als ankergroepen de Crurotarsi en de Ornithodira. Aangezien de Ornithodira de Pterosauria omvatten en de afstamming daarvan problematisch is, gaf Senter in 2004 weer een definitie gebaseerd op krokodillen en vogels. Sereno gaf in 2005 hiervan een exacte vorm: de groep bestaande uit de laatste gemeenschappelijk voorouder van de nijlkrokodil Crocodylus niloticus en de huismus Passer domesticus en al zijn nakomelingen. De klade Archosauria is nauw verwant aan Euparkeria.
Na de uitstervingsgolf aan het eind van het Perm waaieren de Archosauromorpha snel uit in een grote verscheidenheid van vormen. De vroege stamboom daarvan zal misschien wel nooit helemaal duidelijk worden, maar na enige tijd zijn er twee takken binnen de verdeling Archosauria:
- Crurotarsi
  - Phytosauridae
  - Ornithosuchidae
  - Prestosuchidae
  - Rauisuchidae
  - Stagonolepididae (Aetosauridae)
  - Poposauridae
  - Gracilisuchus
  - Crocodylomorpha (krokodillen)
- Ornithodira
  - Pterosauromorpha
    - Pterosauria (vliegende reptielen)

  - Dinosauromorpha
    - Dinosauriformes
      - Marasuchus
      - Dinosauria (dinosauriërs, waaronder de vogels)
        - Aves (vogels)

Vroeger was het de gewoonte om basale Archosauria onder te brengen in de parafyletische groep Thecodontia (thecodonten). Tegenwoordig wordt het gebruik van dergelijke groepen vermeden en is de naam geheel in onbruik geraakt. Krokodillen staan van alle nog levende Archosauria in morfologie het dichtst bij de eerste voorouder van de groep. Daarom werd wel aangenomen dat ook die een aquatische levenswijze had. Modern onderzoek heeft dit weerlegd.
De meeste (dinosauriër)paleontologen denken dat de vogels van de dinosauriërs afstammen, maar sommige (vogel)paleontologen zoals Alan Feduccia zijn het daar niet mee eens. Zij denken dat de vogels ouder zijn en van de vroege Archosauria afstammen, mogelijk uit de Crurotarsi-tak (ten dele overeenkomend met de Pseudosuchia). Zie oorsprong van de vogels voor een langere beschrijving van dit dispuut.
Een andere lastige vraag is of Pterosauria wel tot de Archosauria behoren. De eerste kladistische analyses leken dit aan te tonen, maar de laatste analyses leiden tot een verwerping van dit resultaat; vele gerenommeerde experts hebben de hypothese altijd afgewezen.